# Hellboy (personnage)
Pour les articles homonymes, voir Hellboy.
Hellboy est un personnage de bande dessinée créé par Mike Mignola dans la minisérie Seeds of Destruction en 1994 (publié en France en 2002 sous le titre de Les Germes de la destruction).

## Biographie fictive

### Origines et jeunesse
Anung Un Rama est né de l'union d'un démon et d'une humaine. À sa naissance, son père lui coupe le bras droit et le remplace par une main de pierre.
Il a vécu en enfer pendant sa jeunesse, jusqu'à ce qu'il soit invoqué le 23 décembre 1944, par Raspoutine. Le moine, ayant survécu à son assassinat de 1916, avait été engagé par Heinrich Himmler et travaillait donc pour le compte des nazis. Ces derniers comptaient utiliser la créature pour changer l'issue de la Seconde Guerre mondiale, mais l'invocation ne se déroula pas comme prévu et Anung Un Rama fut finalement recueilli et élevé par l'armée américaine, qui lui donna son nom : Hellboy (littéralement « garçon de l'enfer »).
Il est adopté en 1946 par Trevor Bruttenholm, Directeur du Bureau for Paranormal Research and Defense, une agence spécialisée dans la lutte contre les menaces paranormales, et grandit dans une base de l'Air Force au Nouveau-Mexique où il rencontre Albert Einstein et Robert Oppenheimer.
Dès 1947, au cours d'un voyage en Tanzanie avec son père adoptif, il est appelé de son nom véritable Anung Un Rama, puis occulte ce souvenir pendant plus de 40 ans.

### Agent du BPRD
En 1952, il devient un agent de terrain du BPRD : dès la première année, il combat un dragon, puis rencontre le Roi Vold au cours de l'une de ses chasses fantastiques en 1956. Ses missions contre les forces paranormales l'amènent à voyager dans le monde entier (Irlande en 1959 et 1961, Russie en 1964, Japon en 1967, France en 1994...). 
En tant qu'agent de cette organisation, il combat quantité d'ennemis, tels que Baba Yaga, Hécate, Anubis, ou le démon Ualac, et est souvent aidé dans ses enquêtes par Liz Sherman, qui possède des talents de pyrokinésiste, et Abraham « Abe » Sapien, une créature amphibienne. Au fur et à mesure des épisodes, la distribution s'étoffe avec de nouveaux alliés  comme Roger l'homoncule ou Lobster Johnson.
Cependant, Hellboy apprend un jour que le BPRD avait placé une bombe dans Roger, pour parer à toute éventualité. Particulièrement remonté contre son employeur, il décide de démissionner. L'équipe restante, constituée d'Abe Sapien, Liz Sherman et Roger, continuera ses missions avec un nouveau membre, Johann Kraus, aventures contées dans la série BPRD.

### Accession au trône et mort
Hellboy, quant à lui, fait face à de nouvelles menaces, voyage en Afrique, au fond des abysses, en Italie, ...
Il rencontre des sorcières qui l'invitent à devenir leur Roi, Hellboy étant le fils d'un démon, Seigneur des Sorcières de Lancashire et d'Abbotsbury. Il refuse, et les sorcières en viennent alors à aider au retour d'Hécate. Pendant ce temps, il combat Koshchei, envoyé par Baba Yaga, puis participe à la Grande Battue du club Osiris contre des géants.
Hellboy finit par se découvrir également le descendant, par sa mère, du Roi Arthur et légitime souverain de Grande-Bretagne. Il récupère alors Excalibur et combat un temps avec cette épée légendaire. En offrant son œil à Baba Yaga, il évite les légions de Viviane et fait face à son ennemie récurrente. Une partie du dragon Ogdru Jahad prend possession de Nimué, mais Hellboy parvient à le tuer. Il meurt également, son cœur arraché par la sorcière, et arrive dans les limbes où il découvre Pandémonium. En enfer, il rencontre de nouveaux personnages et est amené à tuer Satan.
Plus tard, il est redécouvert par les équipes du BPRD dans un cercueil, alors que l'Humanité fait face à l'invasion des Ogdru Hem, les enfants du dragon Ogdru Jahad. Au cours du combat final qui l'oppose à Raspoutine, ce dernier lui coupe sa main droite mais Hellboy parvient à le tuer en lui brisant le cou.
Il fusionne finalement avec Hécate et leur union nourrit la naissance d'une nouvelle Humanité.

## Description

### Physique
De ses origines démoniaques, Hellboy a conservé des cornes (qu'il lime régulièrement), des sabots et un appendice caudal (queue). Sa peau est rouge et sa main droite, hypertrophiée, est faite de pierre, et si elle lui donne une force herculéenne, ses excellentes conditions physiques et son appartenance au monde des enfers lui confèrent une force musculaire considérable. C'est également un humanoïde de grande taille et la stature imposante qui incite au respect. Il porte le bouc. 

### Personnalité
Soupe au lait et impulsif, Hellboy est un personnage bagarreur à la réplique facile.
Dans ses adaptations cinématographiques, il est très provocateur et n'apprécie ni l'autorité, ni les critiques, ni sa vie de reclus, il ne manque d'ailleurs pas une occasion de fuguer pour se balader en ville ou rendre visite à Liz Sherman lorsqu'elle est en hôpital psychiatrique. Il adore particulièrement mettre Tom Manning dans des situations délicates en se faisant délibérément filmer ou photographier dans la rue lors d'une intervention ou d'une de ses fugues. Son mépris pour Manning, qui le voit comme une bête de foire, est tel qu'il possède des cibles de tir avec la tête du directeur du BPRD imprimée dessus, qu'il affiche dans les couloirs après usage. Il apprécie la compagnie des chats (dont il possède un certain nombre), fume des cigares cubains. Nombreux sont ses ennemis qui ont tenté de le convertir à leur foi, et malgré des arguments convaincants qui ont souvent fait réfléchir et hésiter le démon, il a toujours choisi de protéger l'humanité.

## Création du personnage

### À propos du nom
« Hell » signifie enfer et « boy » garçon (Garçon de l'enfer). C'est le nom que lui donne le professeur Trevor Bruttenholm lorsqu'il le voit pour la première fois. 

## Œuvres où le personnage apparaît

### Cinéma
- Hellboy (Guillermo del Toro, 2004) avec Ron Perlman.
- Hellboy 2 : Les Légions d'or maudites (Hellboy II: The Golden Army, Guillermo del Toro, 2008) avec Ron Perlman.
- Hellboy (Neil Marshall, 2019) avec David Harbour.
- Hellboy: The Crooked Man (Brian Taylor, 2024) avec Jack Kesy.

### OAV
- Hellboy : Le Sabre des tempêtes .(Hellboy: Sword of Storms, Phil Weinstein et Tad Stone, 2006) avec Ron Perlman.
- Hellboy : De Sang et de fer (Hellboy Animated: Blood and Iron, Victor Cook Tad Stone, 2007) avec Ron Perlman.

### Jeux vidéo
- Hellboy: Dogs of the Night (2000) : jeu vidéo directement adapté du comic, avec une ambiance et un gameplay proche des jeux en Survival horror de l'époque.
- Hellboy: The Science of Evil (2008) : jeu vidéo dérivé des films de Guillermo Del Toro ; Ron Perlman, Selma Blair et Doug Jones y reprennent leurs rôles respectifs des films de Hellboy, Liz Sherman et Abe Sapien.
- EA Sports UFC 2 (2016) : comme combattant additionnel.
- Injustice 2 (2017) : comme combattant additionnel du Combat Pack 2 avec le personnage de Raiden et Black Manta. Il est interprété par Bruce Barker.
- EA Sports UFC 3 (2018) : comme combattant additionnel.
- Hellboy apparaît comme easter eggs faisant un bras de fer avec Etrigan, dans le niveau Pandaemonium, du jeu vidéo Kingdom Rush